# بی‌بندوباری جنسی

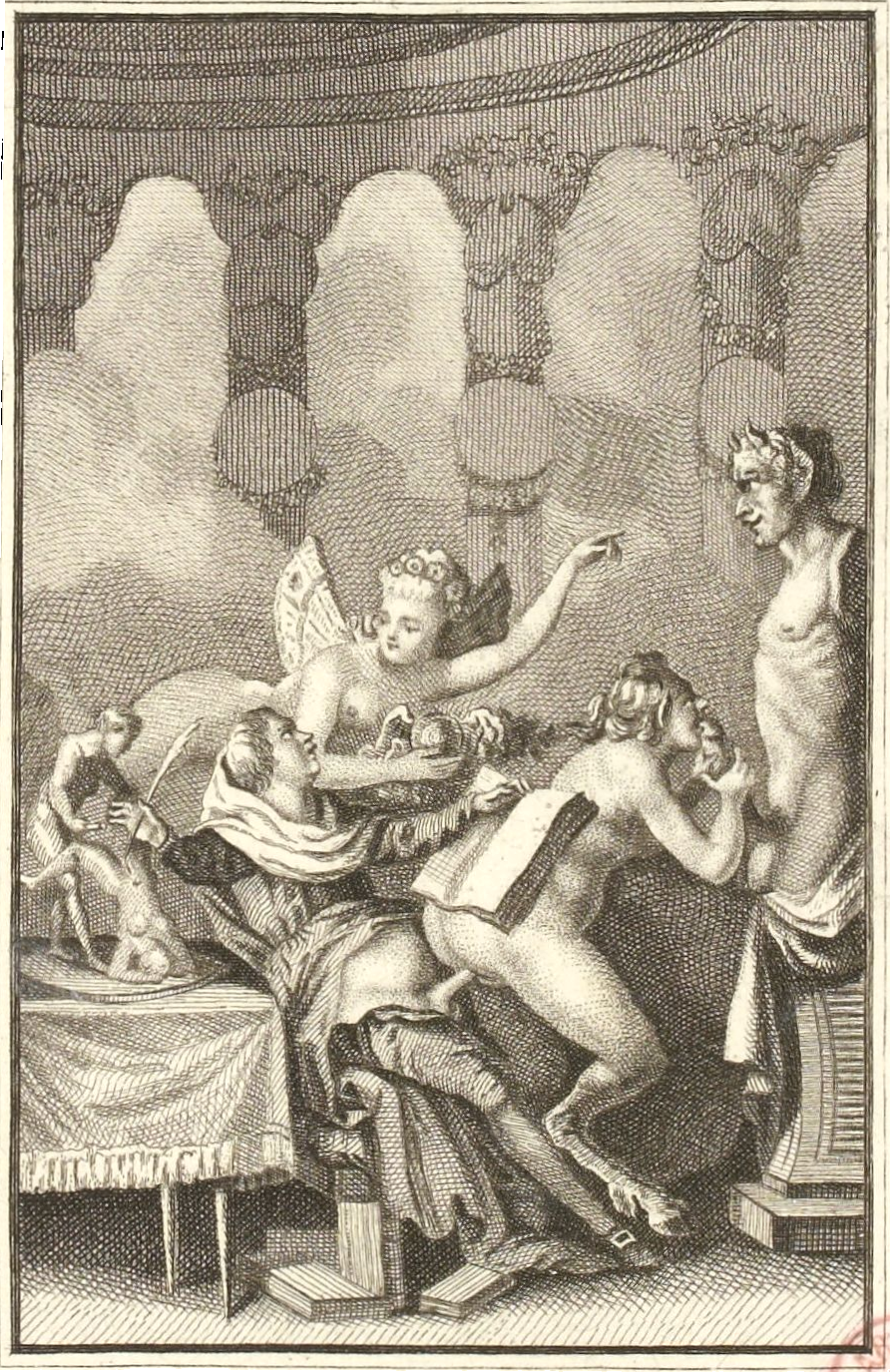
ارتباط جنسی همزمان با افراد مختلف و بی تعهدی.

بی‌بندوباری، وِلِنگاری، بی‌قیدی جنسی یا اِختِلاط جنسی (به انگلیسی: Promiscuity)، به رابطه جنسی بی‌تعهد یا بی‌تفاوتی در انتخابات شریک جنسی گفته می‌شود به این معنی که فرد بی‌بندوبار بی به‌طور مرتب سکس غیررسمی با شریک‌های جنسی مختلف انجام می‌دهد. این اصطلاح می‌تواند حاوی یک ارزیابی اخلاقی باشد که معیار آن ایده‌آل‌هایی است که جامعه برای چگونگی فعالیت جنسی در رابطه‌های جنسی در نظر گرفته است. اینکه چه کاری بی بند و باری تلقی بشود بسته به فرهنگ متفاوت است.
بی بند و باری در بسیاری از گونه‌های جانوری رایج است. برخی از گونه‌ها دارای سیستم‌های جفت‌گیری بی‌وقفه هستند، از polygyny و polyandry گرفته تا سیستم‌های جفت‌گیری بدون روابط پایدار که در آن جفت‌گیری بین دو جانور یک رویداد یکباره است. بسیاری از گونه‌ها پیوندهای جنسی پایداری تشکیل می‌دهند، اما همچنان با دیگری جفت می‌شوند که در زیست‌شناسی، معمولاً جفت اضافی نامیده می‌شوند.